# Sunita Williams
Sunita (Suni) Williams (Euclid (Ohio), 19 september 1965) is een NASA-astronaute die op zes ISS-missies mee is geweest (ISS-expedities 14, 15, 32, 33, 71, 72). Ze had het record van langste ruimtevlucht voor vrouwen; ze was 195 dagen in de ruimte. Samantha Cristoforetti verbrak dit record in 2015. 
Williams maakte deel uit van NASA Astronautengroep 17. Deze groep van 32 ruimtevaarders begon hun training in 1998 en had als bijnaam The Penguins. 
Ze is een van de vier ervaren astronauten die vanaf 2015 trainden met de testcapsules van het Commercial Crew-ontwikkelingsprogramma van NASA. Hun input moest de ruimteschepen beter maken. Op 3 augustus 2018 werd ze geselecteerd als gezagvoerder van Starliner-1, de eerste missionaire vlucht van de Boeing Starliner naar het ISS. In 2022 werd ze omgeboekt naar Starliner-testvlucht Boe-CFT met als functie piloot. Deze vlucht werd op 5 juni 2024 gelanceerd.
Doordat er zich op de heenweg problemen met de Starliner hadden voorgedaan werd na grondig onderzoek besloten deze capsule onbemand te laten vertrekken. Aan boord van de volgende Commercial Crew-rotatievlucht, SpaceX Crew-9 werden twee stoelen voor de CFT-bemanning vrijgehouden zodat zij in maart 2025 konden terugkeren. Williams brak tijdens dit verblijf het record voor de ruimtevaarder meeste ruimtewandelingsuren dat ze van Peggy Whitson overnam.

## Marathon in de ruimte
Williams schreef ook geschiedenis door als eerste mens een marathon in de ruimte te lopen. Ze liep op een lopende band virtueel mee met de Marathon van Boston in 2007 omdat die tijdens haar ruimtemissie werd gehouden, maar ze hem toch wilde lopen. Ze liep de marathon in 4 uur en 24 minuten.